# リクはよわくない
『リクはよわくない』は、日本の絵本。原作は坂上忍、挿絵はくっきー!（野性爆弾）。2020年4月17日にインプレスより出版された。
犬好きである坂上が、亡くなった愛犬のリクとの出来事を元に制作したストーリー。

## あらすじ
5才である「ぼく」の家に、「リク」という病弱の犬のイタリアン・グレーハウンドが現れた。とても優しく、兄弟の犬たち、「ツトム」「ヨースケ」「マルちゃん」「パグゾウ」とも生活を送り、リクは元気を徐々に取り戻していく。

## 登場キャラクター

### 主要キャラクター
ぼく
5歳の少年。
リク
病弱な犬であるイタリアン・グレーハウンド。

### 劇場アニメオリジナル
ツトム
チワワ。気が強い性格。
ヨースケ
ミニチュア・ダックスフント。調子者。
マルちゃん
フレンチ・ブルドッグ。菩薩のようで穏やかな性格。
パグゾウ
パグ。食いしん坊。優しい性格。

## 書誌情報
- 坂上忍（原作）、くっきー!（絵）『リクはよわくない』インプレス〈インプレスブックス〉、2020年4月17日発売[5]、ISBN 978-4-29500-864-4

## 劇場アニメ
2021年10月1日に公開。原作には登場しないエピソードを追加したオリジナルストーリーとなる。同年4月9日には原作の坂上がMCを務める『バイキングMORE』及び『坂上どうぶつ王国 3時間スペシャル』にてパイロット映像が放送された。

### 声の出演
- ツトム：森川智之[8]
- ヨースケ：杉田智和[8]
- マルちゃん：森久保祥太郎[8]
- パグゾウ：花江夏樹[8]
- リク：浅野真澄[8]
- ぼく：松本梨香[8]
- テンポ：小原莉子[9]
- メロディー：七瀬彩夏[9]
- 「ぼく」のお母さん：片平なぎさ（友情出演）[8]
- ペットショップ店員：くっきー![8]
- 「ぼく」のお父さん：坂上忍[8]

### スタッフ
- 原作：坂上忍、絵：くっきー!『リクはよわくない』（インプレス刊）[6]
- 監督：荒川眞嗣[6]
- 主題歌：斉藤和義「朝焼け」（スピードスターレコーズ）[10]
- 脚本：水月秋
- 美術監督：菊地正典
- 編集：重村建吾
- プロデューサー：福井政文、酒匂暢彦、堀裕治
- 音響監督：サイトウユウ
- 音響制作：チャンスイン[6]
- 音楽：佐々木宏人
- 配給：東京テアトル、チャンスイン[6]
- アニメーション制作：勝鬨スタジオ、十文字[6]
- 製作幹事：MMDGP、チャンスイン[6]
- 製作：リクはよわくない製作委員会[6]

### リクはよわくない ゆかいな仲間達（スピンオフアニメ）
上記映画公開を記念して、映画本編に登場する犬の兄弟たちを題材にしたスピンオフのショートアニメ『リクはよわくない ゆかいな仲間達』（1話あたり60秒の、全10話）が、動画配信サイトおよび地上波（テレビ愛知・千葉テレビ放送等）で2021年9月より配信・放送されている。声の出演は、映画版と共通。

#### 放送局
| 放送地域 | 放送局         | 放送期間                 | 放送日時                            | 放送系列                        | 備考 |
| -------- | -------------- | ------------------------ | ----------------------------------- | ------------------------------- | --- |
| 愛知県   | テレビ愛知     | 2021年9月4日 -           | 日曜 2:55 - 3:00（土曜深夜）        | テレビ東京系列                  | 『キャラ@声部』内のコーナーとして放送                                                                             |
| 千葉県   | 千葉テレビ放送 | 2021年9月14日 - 9月29日  | 月曜 - 金曜（除：祝日） 7:30 - 8:00 | 独立局 （首都圏トライアングル） | 『ちば朝ライブ モーニングこんぱす』（千葉テレビ放送制作、首都圏トライアングル同時ネット枠）内のコーナーとして放送 |
| 神奈川県 | テレビ神奈川   | 2021年9月14日 - 9月29日  | 月曜 - 金曜（除：祝日） 7:30 - 8:00 | 独立局 （首都圏トライアングル） | 『ちば朝ライブ モーニングこんぱす』（千葉テレビ放送制作、首都圏トライアングル同時ネット枠）内のコーナーとして放送 |
| 埼玉県   | テレビ埼玉     | 2021年9月14日 - 9月29日  | 月曜 - 金曜（除：祝日） 7:30 - 8:00 | 独立局 （首都圏トライアングル） | 『ちば朝ライブ モーニングこんぱす』（千葉テレビ放送制作、首都圏トライアングル同時ネット枠）内のコーナーとして放送 |
| 日本全域 | TVer           | 2021年9月11日 - 10月29日 | 2021年9月11日 - 10月29日            | ネット配信                      | |
| 日本全域 | GYAO!          | 2021年9月11日 - 10月29日 | 2021年9月11日 - 10月29日            | ネット配信                      | |
| 日本全域 | カンテレドーガ | 2021年9月11日 - 10月29日 | 2021年9月11日 - 10月29日            | ネット配信                      | |